# Polkovicita
La polkovicita és un mineral de la classe dels sulfurs. Rep el nom de la mina Polkowice, a Polònia, la seva localitat tipus.

## Característiques
La polkovicita és un sulfur de fórmula química (Fe,Pb)₃(Ge,Fe)1-xS₄. Es tracta d'una espècie aprovada per l'Associació Mineralògica Internacional i publicada per primera vegada l'any 1975. Cristal·litza en el sistema isomètric. La seva duresa a l'escala de Mohs és 3,5.
Segons la classificació de Nickel-Strunz, la polkovicita pertany a «02.CB - Sulfurs metàl·lics, M:S = 1:1 (i similars), amb Zn, Fe, Cu, Ag, etc.» juntament amb els següents minerals: coloradoïta, hawleyita, metacinabri, polhemusita, sakuraiïta, esfalerita, stil·leïta, tiemannita, rudashevskyita, calcopirita, eskebornita, gal·lita, haycockita, lenaïta, mooihoekita, putoranita, roquesita, talnakhita, laforêtita, černýita, ferrokesterita, hocartita, idaïta, kesterita, kuramita, mohita, pirquitasita, estannita, estannoidita, velikita, chatkalita, mawsonita, colusita, germanita, germanocolusita, nekrasovita, estibiocolusita, ovamboïta, maikainita, hemusita, kiddcreekita, renierita, vinciennita, morozeviczita, catamarcaïta, lautita, cadmoselita, greenockita, wurtzita, rambergita, buseckita, cubanita, isocubanita, picotpaulita, raguinita, argentopirita, sternbergita, sulvanita, vulcanita, empressita i muthmannita.
L'exemplar que va servir per a determinar l'espècie, el que es coneix com a material tipus, es troba conservat a la Universitat de Jagiellonian, a Kraków, Polònia.

## Formació i jaciments
Va ser descoberta a la mina Polkowice, a la localitat de Gmina Polkowice, dins el comtat de Polkowice (Voivodat de Baixa Silèsia, Polònia). Es tracta de l'únic indret de tot el planeta on ha estat descrita aquesta espècie.